# Betty (canção)
"Betty" (estilizada em letras minúsculas) é uma canção da artista musical estadunidense Taylor Swift, contida em seu oitavo álbum de estúdio, Folklore (2020). Foi escrita por Swift e Joe Alwyn (sob o pseudônimo de William Bowery), que produziu a faixa junto com Aaron Dessner e Jack Antonoff. A sua gravação ocorreu em 2020 nos estúdios Kitty Committee em Los Angeles, Califórnia e Rough Customer em Brooklyn, Nova Iorque. Seu lançamento como o terceiro single do projeto ocorreu em 17 de agosto de 2020, quando a Republic Records enviou para as estações de rádios country estadunidenses.
Musicalmente, "Betty" é uma canção inspirada no estilo Americana que combina elementos de country e folk rock. Sua produção inclui o uso de instrumentos como gaita, pedal steel e guitarras, e apresenta uma mudança de tom após a ponte. A letra da canção aborda um relacionamento entre os personagens fictícios James e Betty. Inicialmente, algumas publicações de mídia interpretaram a faixa em um contexto queer devido à ausência de menção ao gênero de James na letra. No entanto, Swift esclareceu que James é um garoto de 17 anos. "Betty" é narrada sob a perspectiva de James e trata do seu pedido de desculpas a Betty depois de traí-la. Esses dois personagens fazem parte de um triângulo amoroso retratado em três faixas de Folklore, sendo as outras duas "Cardigan" (na perspectiva de Betty) e "August" (na perspectiva do terceiro personagem não revelado).
Os críticos musicais viram "Betty" como um retrocesso às primeiras canções country de Swift. Muitos elogiaram sua narrativa envolvente e elogiaram como suas composições amadureceram ao longo de sua carreira. A canção alcançou a 6.ª posição na parada Hot Country Songs e a 42.ª posição na Billboard Hot 100. Além disso, alcançou o top 40 das paradas de singles da Austrália, Canadá e Singapura. A faixa recebeu certificado de ouro pela Music Canada (MC) e de prata pela British Phonographic Industry (BPI). Taylor Swift apresentou "Betty" ao vivo no 55.º Academy of Country Music Awards em 16 de setembro de 2020. A apresentação foi gravada e lançada em plataformas digitais dois dias depois. A faixa também foi incluída no repertório da The Eras Tour em 2023.

## Antecedentes e lançamento

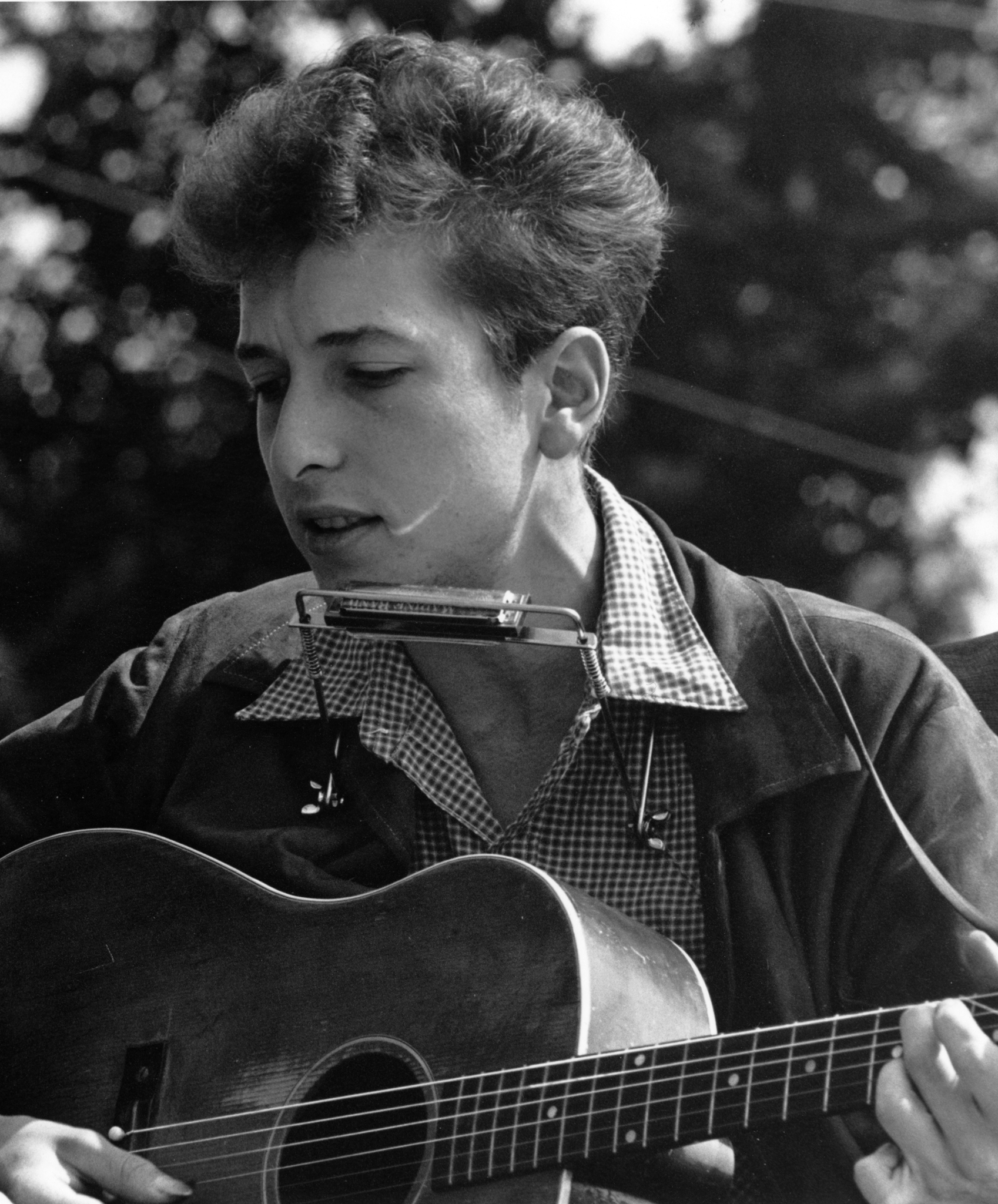
A produção de "Betty" foi inspirada em dois álbuns de Bob Dylan dos anos 1960.

A cantora e compositora estadunidense Taylor Swift concebeu seu oitavo álbum de estúdio, Folklore, durante o período de quarentena no meio da pandemia de COVID-19, com a colaboração dos produtores Jack Antonoff e Aaron Dessner, da banda The National. "Betty" é a única faixa do álbum produzida por Antonoff e Dessner juntos. Para o som da canção, Swift utilizou os álbuns de Bob Dylan, The Freewheelin' Bob Dylan (1963) e John Wesley Harding (1967), como referências. A canção conta com a co-autoria de Joe Alwyn, parceiro de Swift, que inicialmente foi creditado sob o pseudónimo William Bowery. Swift afirmou que, em um dia, ouviu Alwyn "cantando o refrão completo, totalmente formado... de outro cômodo" e perguntou se poderiam escrever uma canção juntos durante a quarentena, o que acabou se tornando "Betty". Swift citou a canção "Top of the World" (2004), de Patty Griffin, como inspiração para escrever do ponto de vista masculino.
Antonoff e Dessner, junto com os engenheiros Jonathan Low e Laura Sisk, gravaram "Betty" no Kitty Committee (estúdio caseiro de Swift em Los Angeles, Califórnia) e no Rough Customer (em Brooklyn, Nova Iorque). Os instrumentos foram gravados no Hook & Fade Studios em East Williamsburg, Nova Iorque, no Pleasure Hill Recording em Portland, Maine, e no Rough Customer Studio em Brooklyn, Nova Iorque. Serban Ghenea mixou a faixa no MixStar Studios em Virginia Beach, Virgínia. Swift lançou Folklore de surpresa em 24 de julho de 2020. No lançamento, Swift especulou imagens de várias faixas, com "Betty" sendo sobre "uma jovem de dezessete anos em pé na varanda, aprendendo a se desculpar". Em 17 de agosto de 2020, a Republic Records enviou a faixa como single para as estações de rádios country dos Estados Unidos.

## Composição
"Betty" tem uma duração de quatro minutos e 54 segundos. É uma canção com influências do gênero Americana, apresentando uma produção que os críticos descreveram como um retrocesso dos primeiros álbuns de música country de Swift. Eles destacaram o uso de guitarras, pedal steel e uma harmônica entrelaçada. Hannah Mylrea, da NME, comentou que a faixa combina elementos do country com o folk rock, um gênero que Taila Lee, da The Recording Academy, também associou a "Betty". Outros críticos descreveram o gênero como guitar pop e pop alternativo dos anos 1990. A canção incorpora uma mudança de tonalidade após a ponte. Os críticos compararam "Betty" a canções de outros músicos. Justin Curto, da Vulture, disse que ela remete o som de guitar pop da banda de rock alternativo Sixpence None the Richer dos anos 1990, enquanto Rob Sheffield, da Rolling Stone, comparou o solo de harmônica ao de Bruce Springsteen na canção "Thunder Road", lançada em 1975.
Assim como outras faixas de Folklore, "Betty" apresenta uma narrativa vívida. É uma das três faixas que retratam um "triângulo amoroso adolescente" fictício, juntamente com "Cardigan" e "August". Cada uma dessas canções conta a história a partir das perspectivas dos personagens envolvidos, em momentos diferentes de suas vidas. "Betty" é narrada do ponto de vista de James, que traiu a personagem titular Betty ao ter um caso de verão com a narradora feminina não revelada em "August". Por isso, James "aparece" na festa de Betty para se reconciliar com ela. Ele se desculpa por seus erros passados, mas não assume total responsabilidade por eles, citando seu desgosto por multidões e o "olhar vagante" de Betty como desculpas. Swift explicou que James "perdeu basicamente o amor de sua vida e não sabe como reconquistá-lo".
A estrutura lírica de "Betty" é caracterizada por uma mudança dramática do condicional ("Se eu apenas aparecesse na sua festa/Você me aceitaria?") para o presente ("Eu apareci na sua festa/Você vai me aceitar?"). Inez é uma personagem adicional mencionada na canção, retratada como uma vizinha fofoqueira. James confessa que, embora Betty normalmente não acredite em Inez devido às suas fofocas serem em sua maioria falsas, Inez está certa desta vez sobre ele. Os personagens—James, Betty e Inez—são nomeados em homenagem às filhas dos atores Ryan Reynolds e Blake Lively. As referências a um alpendre e a um cardigã no final de "Betty" ecoam a imagética de "Cardigan". Embora Swift tenha afirmado explicitamente que James é um garoto de 17 anos, devido à falta de menção ao gênero de James em qualquer lugar do álbum, parte do público interpretou "Betty" em um contexto queer. Quando Dessner foi questionado sobre a possível conotação queer da canção, ele respondeu: "Não posso falar sobre do que se trata. Tenho minhas próprias ideias. Também sei onde está o coração de Taylor, e acho ótimo quando uma música adquire um significado maior para alguém."

## Crítica profissional
"Betty" recebeu elogios positivos dos críticos musicais. Muitos destacaram a habilidade de Swift em criar uma composição intricada e vívida, notando como ela amadureceu desde suas primeiras obras na adolescência. Para Chris Willman, da Variety, e Dave Holmes, da Esquire, a canção representa um afastamento das composições autobiográficas anteriormente associadas a Swift, destacando as narrativas fictícias presentes em Folklore; Holmes chegou a considerá-la a peça central do álbum. O crítico Spencer Kornhaber, do The Atlantic, elogiou a narrativa "suspenseful" da canção, chegando a descrever que a experiência o fez levantar-se e colocar as mãos na cabeça, ansioso pelo desfecho. Enquanto isso, Finn McRedmond, do The Irish Times, enalteceu a narrativa de "Betty" como envolvente, comparando-a a um filme, e destacou que a cativante melodia só se revela plenamente no final da faixa. Rob Harvilla, do The Ringer, reconheceu que "Betty" serve como um lembrete do quão sensível e astuta Swift é como compositora, ressaltando sua habilidade de transmitir emoções de forma inteligente ao longo de sua carreira.
Ellen Johnson, da Paste, nomeou a faixa como uma das melhores canções country de 2020, destacando que ela prova que a empatia de Swift "realmente não tem limites", sendo escrita a partir da perspectiva de um adolescente "arrependido". Nas listas individuais dos críticos do The New York Times das melhores canções de 2020, "Betty" foi incluída nas listas de Jon Caramanica e Lindsay Zoladz. O Tampa Bay Times também selecionou a faixa em sua lista das 30 melhores canções de 2020. No BMI London Awards de 2021, "Betty" foi premiada como "Canção Mais Executada do Ano", marcando a primeira vitória de Alwyn no BMI.

## Apresentações ao vivo
Swift apresentou "Betty" ao vivo no 55.º Academy of Country Music Awards, realizado na Grand Ole Opry House em 16 de setembro de 2020, marcando sua primeira apresentação em um show de música country em sete anos. Sentada diante de uma luz de palco brilhante, ela cantou a versão clean da canção em um violão acústico Gibson preto, acompanhada por um tocador de gaita. Swift estava vestindo uma blusa de gola alta bordô com lantejoulas e calça caqui. A versão ao vivo foi lançada em plataformas digitais em 18 de setembro de 2020. Swift leiloou o violão Gibson autografado na casa de leilões Christie's, como parte do fundo de auxílio COVID-19 da Academy of Country Music. Swift incluiu a canção no repertório de sua sexta turnê, a The Eras Tour (2023).

## Créditos
Todo o processo de elaboração de "Betty" atribui os seguintes créditos:
Gravação
- Gravada nos estúdios Kitty Committee (Los Angeles, EUA) e Rough Customer (Brooklyn, EUA)
- Mixada no Mixstar Studios (Virginia Beach, EUA)
- Masterizada no Sterling Sound (Nova Iorque, EUA)

Produção
| - Taylor Swift – vocalista principal, composição, produção - Joe Alwyn (sob o pseudônimo William Bowery) – composição, produção - Aaron Dessner – produção, engenharia de gravação, percussão, piano, baixo, guitarra de cordas altas, guitarra elétrica - Jack Antonoff – produção, engenharia de gravação, bateria, percussão, baixo, guitarra elétrica, violão, órgão, Mellotron - Josh Kaufman – engenharia de gravação, harmónica, guitarra elétrica, lap steel - Laura Sisk – engenharia de gravação - Jonathan Low – engenharia de gravação - Serban Ghenea – mixagem - John Hanes – engenharia - John Rooney – assistente de engenharia - Randy Merrill – engenharia de masterização - Mikey Freedom Hart – Mellotron, pedal steel, Wurlitzer, cravo, vibrafone, guitarra elétrica - Evan Smith – saxofones, clarinete |

## Desempenho comercial

### Paradas semanais
| País — Parada musical (2020)                 | Melhor posição |
| -------------------------------------------- | -------------- |
| Austrália (ARIA)                             | 22             |
| Canadá (Canadian Hot 100)                    | 32             |
| Escócia (Scottish Singles Chart)             | 58             |
| Estados Unidos (Billboard Hot 100)           | 42             |
| Estados Unidos (Billboard Country Airplay)   | 32             |
| Estados Unidos (Billboard Hot Country Songs) | 6              |
| Irlanda (IRMA)                               | 88             |
| Mundo (Billboard Global 200)                 | 180            |
| Portugal (AFP)                               | 150            |
| Reino Unido (Audio Streaming Chart)          | 46             |
| Reino Unido (Singles Downloads Chart)        | 92             |
| Singapura (RIAS)                             | 22             |

### Paradas de fim-de-ano
| País — Parada musical (2020)                 | Posição |
| -------------------------------------------- | ------- |
| Estados Unidos (Billboard Hot Country Songs) | 76      |

## Certificações
| Região                                                        | Certificação | Vendas   |
| ------------------------------------------------------------- | ------------ | -------- |
| Canadá (Music Canada)                                         | Ouro         | 40 000‡  |
| Reino Unido (BPI)                                             | Prata        | 200 000‡ |
| ‡vendas+valores de streaming baseados somente na certificação |              |          |

## Histórico de lançamento
| Região         | Data                   | Formato(s)                 | Versão              | Gravadora(s)           | Ref.         |
| -------------- | ---------------------- | -------------------------- | ------------------- | ---------------------- | ------------ |
| Estados Unidos | 17 de agosto de 2020   | Rádios country             | Original            | Republic MCA Nashville | [ 9 ] [ 10 ] |
| Várias         | 18 de setembro de 2020 | Download digital streaming | Ao vivo do ACM 2020 | Republic               | [ 45 ]       |